# Bärrek
Bärrek ligger i södra delen av Gästrikland och är Norrlands sydligaste by med bofast befolkning. Här finns levande lantbruk och aktivt skogsbruk. Den så kallade Bärreksvägen som börjar vid idrottsplatsen Solliden leder på slingrande vägar förbi Bärrek till By socken i Dalarna. Längst söderut i Bärrek ligger Göksnäset.